# Daniel Swern
Daniel Swern (21 janvier 1916 - 5 décembre 1982) est un chimiste américain qui a découvert l'oxydation de Swern.